# Амыл
Амы́л — река в Красноярском крае России.

## Общие сведения
Слиянием с рекой Казыр образует реку Тубу, впадающую в Енисей, являясь её левым притоком. Длина — 257 км, площадь водосборного бассейна — 9500 км². Исток — на северных склонах Куртушибинского хребта Западного Саяна. Протекает по территории Саянских гор, в основном — Каратузского района Красноярского края. С 1834 года на реке разрабатываются золотые прииски, входящие в состав так называемого Минусинского золотопромышленного района, в освоении которого активное участие принимали, в том числе, и иностранцы. Несудоходна.
У сёл Уджей и Копь на реке Амыл находятся наиболее восточные памятники тагарской культуры.

## Гидрология
Ледостав с конца октября — начала декабря по апрель — начало мая. По данным наблюдений с 1936 года по 1993 год среднегодовой расход воды в районе села Качулька (11 км от устья) составляет 211,42 м³/с.

## Притоки
(расстояние от устья)
- 30 км: река Копь (пр, крупнейший)
- 34 км: река Сап (пр)
- 78 км: река Шадат (лв)
- 92 км: река Тюхтет (лв)
- 150 км: река Кандат (пр)
- 183 км: река Бесь (лв)

## Данные водного реестра
По данным государственного водного реестра России и геоинформационной системы водохозяйственного районирования территории РФ, подготовленной Федеральным агентством водных ресурсов:
- Бассейновый округ — Енисейский;
- Речной бассейн — Енисей;
- Речной подбассейн — Енисей между слиянием Большого и Малого Енисея и впадением Ангары;
- Водохозяйственный участок — Енисей от впадения реки Абакан до Красноярского гидроузла[5].